# Grand Prix Štýrska 2020
Grand Prix Štýrska 2020 (oficiálně Formula 1 Pirelli Großer Preis der Steiermark 2020) se jela na okruhu Red Bull Ring ve Spielbergu v Rakousku dne 12. července 2020. Závod byl druhým v pořadí v sezóně 2020 šampionátu Formule 1.

## Kvalifikace
| Poř.                       | No. | Jezdec             | Konstruktér               | Časy v kvalifikaci | Časy v kvalifikaci | Časy v kvalifikaci | Pořadí na startu |
| Poř.                       | No. | Jezdec             | Konstruktér               | Q1                 | Q2                 | Q3                 | Pořadí na startu |
| -------------------------- | --- | ------------------ | ------------------------- | ------------------ | ------------------ | ------------------ | ---------------- |
| 1                          | 44  | Lewis Hamilton     | Mercedes                  | 1:18.188           | 1:17.825           | 1:19.273           | 1                |
| 2                          | 33  | Max Verstappen     | Red Bull Racing-Honda     | 1:18.297           | 1:17.938           | 1:20.489           | 2                |
| 3                          | 55  | Carlos Sainz Jr.   | McLaren-Renault           | 1:18.590           | 1:18.836           | 1:20.671           | 3                |
| 4                          | 77  | Valtteri Bottas    | Mercedes                  | 1:18.791           | 1:18.657           | 1:20.701           | 4                |
| 5                          | 31  | Esteban Ocon       | Renault                   | 1:19.687           | 1:18.764           | 1:20.922           | 5                |
| 6                          | 4   | Lando Norris       | McLaren-Renault           | 1:18.504           | 1:18.448           | 1:20.925           | 9                |
| 7                          | 23  | Alexander Albon    | Red Bull Racing-Honda     | 1:20.882           | 1:19.014           | 1:21.011           | 6                |
| 8                          | 10  | Pierre Gasly       | AlphaTauri-Honda          | 1:20.192           | 1:18.744           | 1:21.028           | 7                |
| 9                          | 3   | Daniel Ricciardo   | Renault                   | 1:19.662           | 1:19.229           | 1:21.192           | 8                |
| 10                         | 5   | Sebastian Vettel   | Ferrari                   | 1:20.243           | 1:19.545           | 1:21.651           | 10               |
| 11                         | 16  | Charles Leclerc    | Ferrari                   | 1:20.871           | 1:19.628           |                    | 14               |
| 12                         | 63  | George Russell     | Williams-Mercedes         | 1:20.382           | 1:19.636           |                    | 11               |
| 13                         | 18  | Lance Stroll       | Racing Point-BWT Mercedes | 1:19.697           | 1:19.645           |                    | 12               |
| 14                         | 26  | Daniil Kvjat       | AlphaTauri-Honda          | 1:19.824           | 1:19.717           |                    | 13               |
| 15                         | 20  | Kevin Magnussen    | Haas-Ferrari              | 1:21.140           | 1:20.211           |                    | 15               |
| 16                         | 7   | Kimi Räikkönen     | Alfa Romeo Racing-Ferrari | 1:21.372           |                    |                    | 16               |
| 17                         | 11  | Sergio Pérez       | Racing Point-BWT Mercedes | 1:21.607           |                    |                    | 17               |
| 18                         | 6   | Nicholas Latifi    | Williams-Mercedes         | 1:21.759           |                    |                    | 18               |
| 19                         | 99  | Antonio Giovinazzi | Alfa Romeo Racing-Ferrari | 1:21.831           |                    |                    | 19               |
| 20                         | 8   | Romain Grosjean    | Haas-Ferrari              | Bez času           |                    |                    | PL               |
| 107% času vítěze: 1:23.661 |     |                    |                           |                    |                    |                    |                  |
| Zdroj:                     |     |                    |                           |                    |                    |                    |                  |

Poznámky
1. ↑  Lando Norris obdržel trest posunu o 3 místa vzad za předjíždění během žlutých vlajek v prvním tréninku.
2. ↑  Charles Leclerc obdržel trest posunu o 3 místa vzad za blokování Daniila Kvjata během kvalifikace.
3. ↑  Antonio Giovinazzi obdržel trest posunu o 5 míst vzad za neplánovanou výměnu převodovky.
4. ↑  Romain Grosjean musel startovat z boxové uličky, protože jeho auto bylo upraveno v podmínkách Parc Fermé.

## Závod
| Poř.                                                                         | No. | Jezdec             | Konstruktér               | Počet kol | Čas/Odstoupení      | Pořadí na startu | Body |
| ---------------------------------------------------------------------------- | --- | ------------------ | ------------------------- | --------- | ------------------- | ---------------- | ---- |
| 1                                                                            | 44  | Lewis Hamilton     | Mercedes                  | 71        | 1:22:50.683         | 1                | 25   |
| 2                                                                            | 77  | Valtteri Bottas    | Mercedes                  | 71        | +13.719             | 4                | 18   |
| 3                                                                            | 33  | Max Verstappen     | Red Bull Racing-Honda     | 71        | +33.698             | 2                | 15   |
| 4                                                                            | 23  | Alexander Albon    | Red Bull Racing-Honda     | 71        | +44.400             | 6                | 12   |
| 5                                                                            | 4   | Lando Norris       | McLaren-Renault           | 71        | +1:01.470           | 9                | 10   |
| 6                                                                            | 11  | Sergio Pérez       | Racing Point-BWT Mercedes | 71        | +1:02.387           | 17               | 8    |
| 7                                                                            | 18  | Lance Stroll       | Racing Point-BWT Mercedes | 71        | +1:02.453           | 12               | 6    |
| 8                                                                            | 3   | Daniel Ricciardo   | Renault                   | 71        | +1:02.591           | 8                | 4    |
| 9                                                                            | 55  | Carlos Sainz Jr.   | McLaren-Renault           | 70        | +1 kolo             | 3                | 3    |
| 10                                                                           | 26  | Daniil Kvjat       | AlphaTauri-Honda          | 70        | +1 kolo             | 13               | 1    |
| 11                                                                           | 7   | Kimi Räikkönen     | Alfa Romeo Racing-Ferrari | 70        | +1 kolo             | 16               |      |
| 12                                                                           | 20  | Kevin Magnussen    | Haas-Ferrari              | 70        | +1 kolo             | 15               |      |
| 13                                                                           | 8   | Romain Grosjean    | Haas-Ferrari              | 70        | +1 kolo             | PL               |      |
| 14                                                                           | 99  | Antonio Giovinazzi | Alfa Romeo Racing-Ferrari | 70        | +1 kolo             | 19               |      |
| 15                                                                           | 10  | Pierre Gasly       | AlphaTauri-Honda          | 70        | +1 kolo             | 7                |      |
| 16                                                                           | 63  | George Russell     | Williams-Mercedes         | 69        | +2 kola             | 11               |      |
| 17                                                                           | 6   | Nicholas Latifi    | Williams-Mercedes         | 69        | +2 kola             | 18               |      |
| Ret                                                                          | 31  | Esteban Ocon       | Renault                   | 25        | Přehřátí            | 5                |      |
| Ret                                                                          | 16  | Charles Leclerc    | Ferrari                   | 4         | Poškození po kolizi | 14               |      |
| Ret                                                                          | 5   | Sebastian Vettel   | Ferrari                   | 1         | Kolize              | 10               |      |
| Nejrychlejší kolo: Carlos Sainz Jr. (McLaren-Renault) – 1:05.619 (v kole 68) |     |                    |                           |           |                     |                  |      |
| Zdroj:                                                                       |     |                    |                           |           |                     |                  |      |

Poznámky
1. ↑  Carlos Sainz Jr. získal jeden bod za zajetí nejrychlejšího kola.

## Průběžné pořadí po závodě
Pohár jezdců
|        | Pořadí | Jezdec          | Body |
| ------ | ------ | --------------- | ---- |
|        | 1      | Valtteri Bottas | 43   |
| 2      | 2      | Lewis Hamilton  | 37   |
|        | 3      | Lando Norris    | 26   |
| 2      | 4      | Charles Leclerc | 18   |
| 1      | 5      | Sergio Pérez    | 16   |
| Zdroj: |        |                 |      |

Pohár konstruktérů
|        | Pořadí | Konstruktér           | Body |
| ------ | ------ | --------------------- | ---- |
|        | 1      | Mercedes              | 80   |
|        | 2      | McLaren-Renault       | 39   |
| 6      | 3      | Red Bull-Honda        | 27   |
|        | 4      | Racing Point-Mercedes | 22   |
| 2      | 5      | Ferrari               | 19   |
| Zdroj: |        |                       |      |